# أتشيري
أتشيري (بالإنجليزية: Acheri)‏ جاء في التقاليد الفولكلورية الهندية أن أتشيري شبح فتاة صغيرة، يهبط من الجبل أثناء الليل ليرمي أطفال السكان هناك بالمرض. وللحماية من المرض يكفي ربط خيط أحمر فاتح حول العنق.